# Высокий (вулкан, 1234 м)
Высо́кий — вулкан, расположенный в южной части полуострова Камчатка, неподалёку от Асачи и Мутновского.